# New York Film Critics Circle Awards 2015
81. ročník předávání cen New York Film Critics Circle se konal dne 4. ledna 2016. Vítězové byly oznámeni 2. prosince 2015.

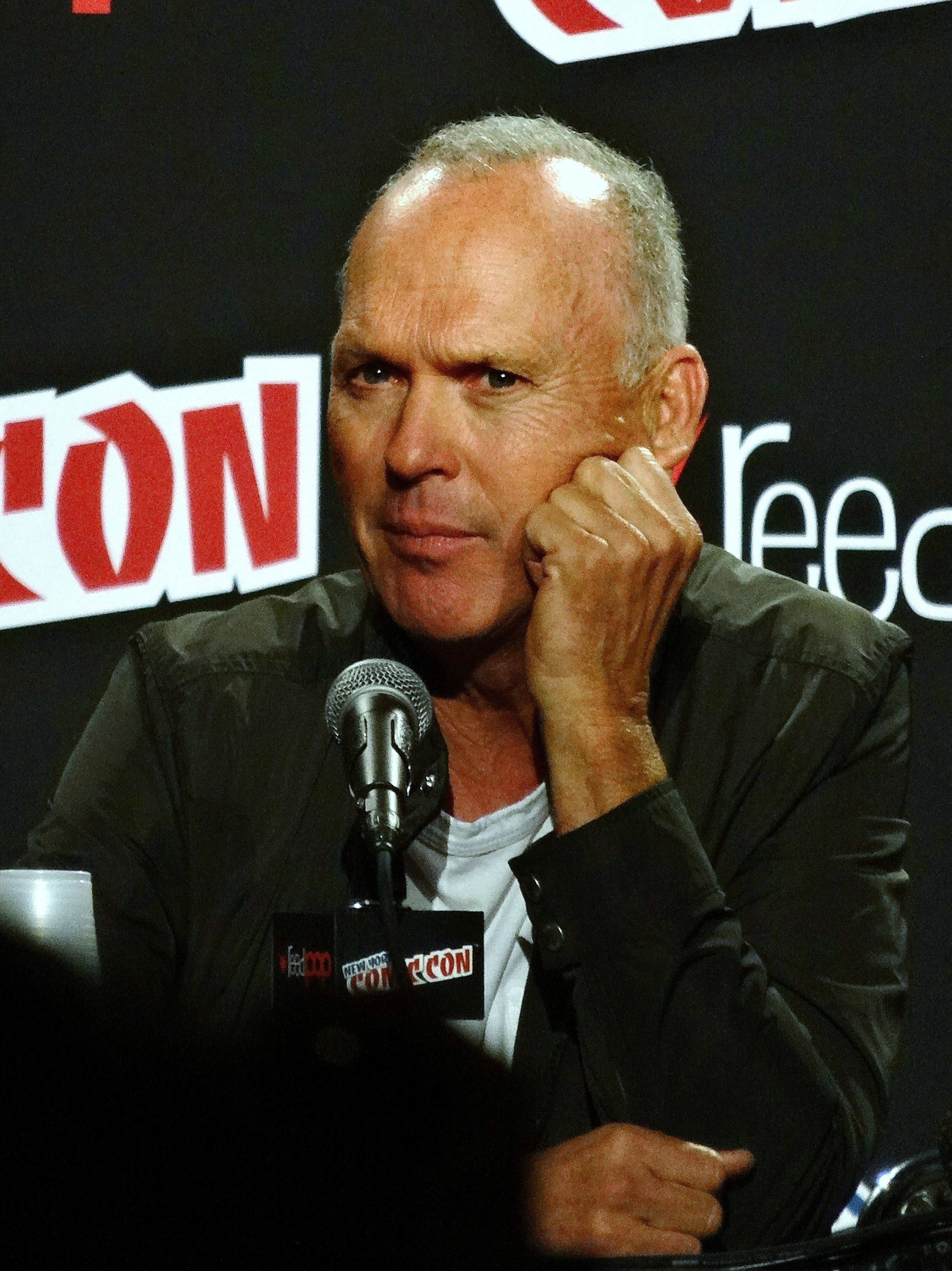
Michael Keaton vítěz v kategorii nejlepší herec v hlavní roli

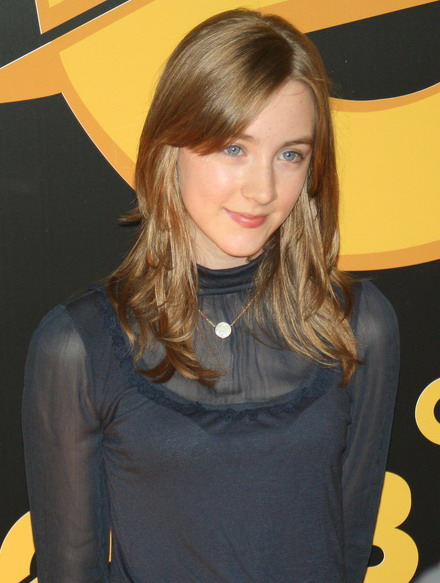
Saorise Ronan vítězka v kategorii nejlepší herečka v hlavní roli

## Vítězové a nominovaní

### Nejlepší film
- Carol

### Nejlepší režisér
- Todd Haynes – Carol

### Nejlepší scénář
- Kenneth Lonergan – Místo u moře

### Nejlepší herec v hlavní roli
- Michael Keaton – Spotlight

### Nejlepší herečka v hlavní roli
- Saorise Ronan – Brooklyn

### Nejlepší herec ve vedlejší roli
- Mark Rylance – Most špionů

### Nejlepší herečka ve vedlejší roli
- Kristen Stewart – Sils Maria

### Nejlepší dokument
- In Jackson Heights

### Nejlepší cizojazyčný film
- Timbuktu

### Nejlepší animovaný film
- V hlavě

### Nejlepší kamera
- Edward Lachman – Carol

### Nejlepší první film
- László Nemes – Saulův syn

### Speciální ocenění
- Ennio Morricone